# Towa (sockenhuvudort i Kina, Tibet Autonomous Region, lat 31,01, long 94,92)
Towa (kinesiska: 都瓦, Dadu, 达都, 都瓦乡) är en sockenhuvudort i Kina. Den ligger i den autonoma regionen Tibet, i den sydvästra delen av landet, omkring 390 kilometer öster om regionhuvudstaden Lhasa. Antalet invånare är 2 832. Befolkningen består av 1 433 kvinnor och 1 399 män. Barn under 15 år utgör 28,0 %, vuxna 15-64 år 64 %, och äldre över 65 år 6,0 %.
Runt Towa är det mycket glesbefolkat, med 4 invånare per kvadratkilometer. Det finns inga andra samhällen i närheten. Trakten runt Towa består i huvudsak av gräsmarker.
Genomsnittlig årsnederbörd är 1 029 millimeter. Den regnigaste månaden är juni, med i genomsnitt 232 mm nederbörd, och den torraste är december, med 4 mm nederbörd.